# Stopnik (gmina Tolmin)
Stopnik – wieś w Słowenii, w gminie Tolmin. W 2018 roku liczyła 82 mieszkańców.